# Agripa Fúrio Medulino Fuso
Agripa Fúrio Medulino Fuso (em latim: Agrippa Furius Medullinus Fusus) foi um político da gente Fúria nos primeiros anos da República Romana eleito cônsul em 446 a.C. com Tito Quíncio Capitolino Barbato, já em seu quarto mandato.

## Biografia
Aproveitando dos distúrbios internos em Roma, entre patrícios e plebeus, volscos e équos, pela enésima vez, invadiram o território romano e chegaram, praticamente sem enfrentar oposição, até os portões da cidade. Naquela situação terrível, Tito Quíncio faz um discurso ao povo romano reunido, urgindo-os a deixar de lado a luta entre as classes, preservado integralmente por Lívio.
Alistado rapidamente um exército, Agripa Fúrio cedeu o comando de suas próprias legiões a Tito Quíncio para uma campanha mais eficiente, algo que ele não precisava fazer, mas que lhe valeu a estima e o reconhecimento do colega. A Batalha de Corbio foi curta e sangrenta, com os romanos, vitoriosos, retornando à cidade com o butim que os inimigos haviam amealhado.
O ano consular foi, porém, manchado pela decisão do povo romano reunido, incitado por Públio Escápio, de reivindicar os territórios disputados entre Ardea e Ariccia, que haviam solicitado ajuda de Roma para resolver a questão.